# Ceroplesis elegans
Espèce
Ceroplesis elegans est une espèce d'insectes coléoptères de la famille des Cerambycidae et de la sous-famille des Lamiinae. On la trouve en Arabie saoudite et au Yémen.